# De kranige springers
De kranige springers is een sprookje van Hans Christian Andersen, het verscheen in 1845.

## Het verhaal
De vlo, de sprinkhaan en de ganzensprong willen zien wie het hoogst kan springen. De hele wereld wordt uitgenodigd en de koning belooft zijn dochter aan de winnaar. De vlo buigt naar alle kanten, hij heeft jonkvrouwenbloed in de aderen en is gewend met mensen om te gaan. De sprinkhaan is onberispelijk en stamt uit een voorname familie uit Egypte. Hij woont in een kaartenhuis gebouwd uit heren, de deuren en vensters aan de buitenzijde zijn van vrouwen gemaakt. Het zijn allen hartenvrouwen, waarvan men het lijf heeft uitgesneden. De ganzensprong zegt niks, maar denkt des te meer. De hofhond heeft aan hem gesnuffeld en de hofraad, die drie orden heeft gekregen als beloning voor zwijgzaamheid, vertelt dat de ganzensprong de kunst van het voorspellen bezit. Aan de rug kan men zien of het een zachte of strenge winter worden zal.
De vlo springt eerst, zo hoog dat beweerd wordt dat hij helemaal niet gesprongen heeft. De sprinkhaan springt maar half zo hoog en landt midden in het gezicht van de koning. De ganzensprong staat lang stil en denkt na en de hofhond snuffelt, dan springt hij schuin omhoog in de schoot van de prinses. De koning zegt dat de ganzensprong verstand heeft, de schoot van de prinses is de hoogste sprong die men kan maken. De vlo beseft dat je omvang moet hebben in deze wereld. Hij vertrekt in krijgsdienst, waar hij waarschijnlijk gesneuveld is. De sprinkhaan gaat in een greppel zitten en beseft dat je omvang moet hebben.